# صحراء فكتوريا الكبرى

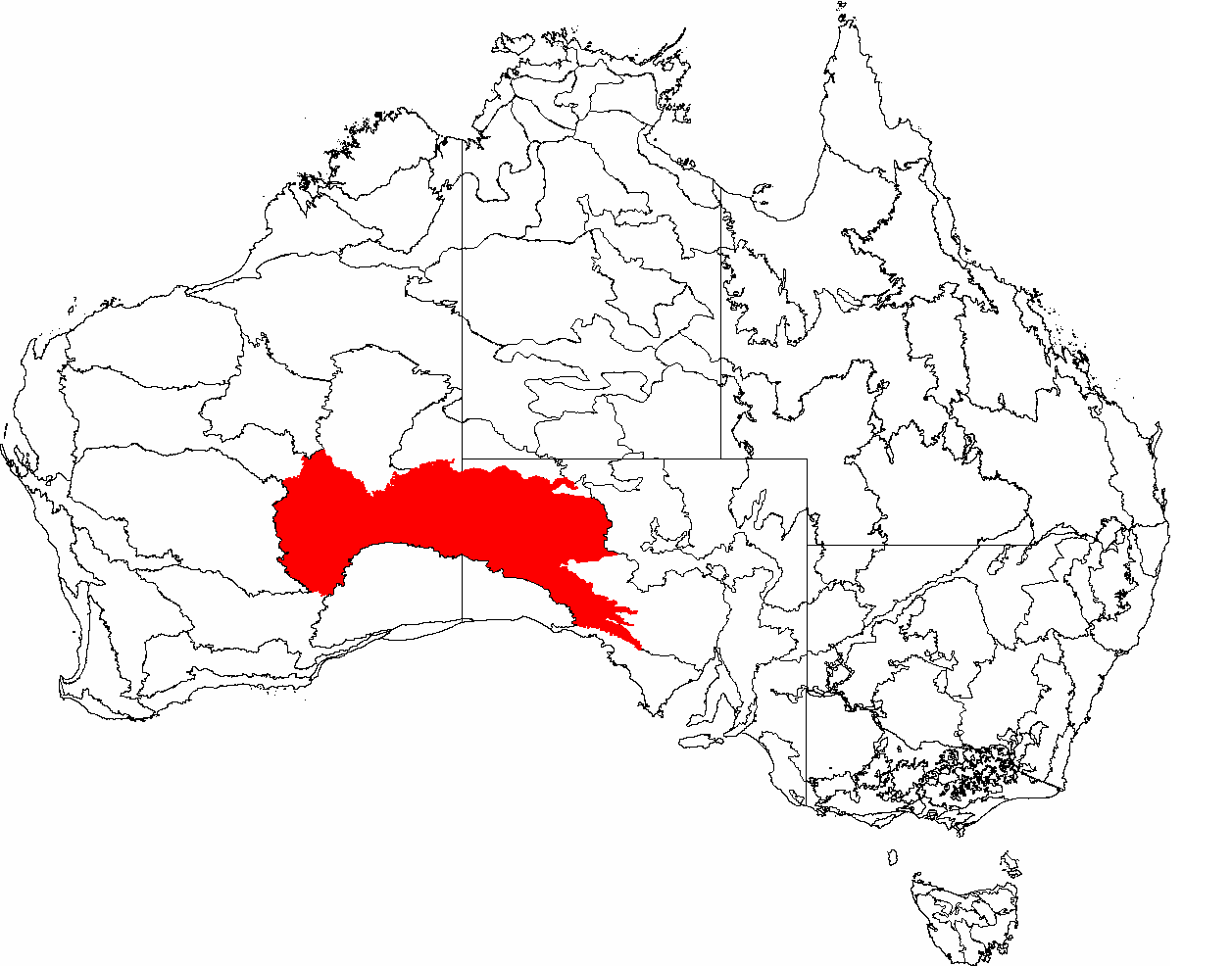
الصحراء

صحراء فكتوريا الكبرى هي أكبر صحراء في أستراليا وسادس أكبر صحاري العالم فمساحتها تربو على الـ 400 ألف كم مربع، الصحراء مسماة نسبة إلى ملكة بريطانيا فكتوريا، وهي منطقة بيئية تحتوي عددا من البحيرات الملحية والمراعي وتقع بين جنوب أستراليا وغرب أستراليا وتمتد من الشرق إلى الغرب بطول يفوق الـ 700 كم طولي حيث تجاور صحراء الرمل الصغرى، معدل إمطارها يبلغ 200 -250 مللمتر في السنة ودرجة حرارتها أغلب فترات السنة تحوم حول 15 و 20 درجة مئوية ولكن في الصيف يمكن أن تقارب الأربعين أو تتجاوزها حتى.